# توماس ثورستون توماس
توماس ثورستون توماس (بالإنجليزية: Thomas Thurston Thomas)‏‏ (1948 - ) روائي، وكاتب خيال علمي من الولايات المتحدة.